# Phyllotis pearsoni
Phyllotis pearsoni és una espècie de mamífer rosegador de la família dels cricètids. És endèmic del nord del Perú, on viu a altituds d'entre 3.572 i 4.270 msnm. Té una llargada total de 214-256 mm i la cua de 108-122 mm. El seu hàbitat natural és la puna, un ecosistema d'herbassars andins situats a altituds de més de 3.500 msnm. L'espècie fou anomenada en honor del zoòleg estatunidenc Oliver Payne Pearson.